# Schlacht von Gerberoy
Die Schlacht von Gerberoy (auch als Schlacht des Arundel bezeichnet) am 9. Mai 1435 war ein Sieg Frankreichs über England im Hundertjährigen Krieg.

## Hintergrund
Im Frühjahr 1435 begann der Hundertjährige Krieg nach einigen Jahren relativer Ruhe wieder in eine heiße Phase zu treten. Die englischen Armeen operierten von Nordfrankreich und Aquitanien aus. Die Engländer kontrollierten außerdem Paris, Saint-Denis und die gesamte Normandie. Trotzdem war die Situation in den besetzten Gebieten für die Engländer in den vergangenen Dekaden schwieriger geworden. Obwohl Jeanne d’Arc 1430 gefangen genommen und 1431 exekutiert worden war, schien es immer schwieriger zu werden, die Ansprüche aus dem Vertrag von Troyes durchzusetzen.
Im Verlauf des Jahres 1434 erlangte der französische König Charles VII. zunehmende Kontrolle über die Gebiete nördlich von Paris, darunter Soissons, Compiègne, Senlis und Beauvais. Aufgrund seiner Position erschien Gerberoy als ein guter Vorposten, um die englisch besetzte Normandie noch stärker zu bedrohen und das nahe gelegene Beauvais vor einer möglichen Rückeroberung zu schützen.
Die Franzosen hofften, die Stadt bereits 1432 ausbauen zu können, aber aufgrund der zu geringen Staatseinkünfte konnten sie keine ausreichende Truppe aufstellen und gaben das Vorhaben zunächst auf. Im Frühjahr 1435 wurde das Vorhaben erneut aufgegriffen und entsprechende Ausgaben im Verteidigungsetat vorbereitet. Laut den Schriften des Kanonikers Jean Pillet (erster Historiograph von Gerberoy) wurde eine Truppe von 600 bis 1800 Mann hierfür aufgestellt und unter das Kommando von Jean Poton de Xaintrailles und Étienne de Vignolles, genannt La Hire, gestellt, beide ehemalige Kommandeure von Jeanne d’Arc. Sie erreichten in aller Heimlichkeit Gerberoy und machten sich daran, die alten Verteidigungsanlagen wiederherzustellen.
Zu diesem Zeitpunkt setzte sich in der Gournay sur Epte in der Normandie, etwa ein Dutzend Kilometer südwestlich von Gerberoy, eine englische Armee unter dem Kommando von John FitzAlan, 14. Earl of Arundel, in Bewegung. Diese sollte die Stadt Rue, die ebenfalls kürzlich von den Franzosen zurückerobert worden war, wieder unter englische Kontrolle bringen. Die Truppe führte Material für eine Belagerung mit sich. Arundel erreichte mit seinen Truppen Anfang Mai 1435 Gournay und marschierte ohne besondere Sicherung auf Gerberoy, das er nur schwach verteidigt glaubte. Seine Truppen (laut Jean Pillet etwa 3000 Mann, aber diese Zahl ist vermutlich nur eine grobe Schätzung) waren sicherlich den französischen Truppen zahlenmäßig weit überlegen.

## Schlachtverlauf
Arundel erschien am 9. Mai vor Gerberoy zusammen mit einer Vorhut, die wahrscheinlich nur wenige Mann umfasste und sich nach kurzer Beobachtung des Tales sofort wieder zurückzog und auf das Eintreffen der Hauptstreitmacht wartete.
Die Franzosen, die das ganze Geschehen von einer erhöhten Position aus Gerberoy verfolgt hatten, stellten schnell fest, dass es sich lediglich um ein Vorauskommando handelte und die Hauptstreitkräfte der Engländer sich noch auf der Straße nach Gournay befanden. Da man für eine bevorstehende Belagerung die Befestigungen noch nicht ausreichend wiederhergestellt hatte, beschlossen die Franzosen, die Initiative zu ergreifen und einen schnellen Angriff zu wagen, um die Engländer vollkommen unvorbereitet anzutreffen.
Eine Kavalleriekolonne unter La Hire verließ die Stadt und umging die Position der englischen Vorhut, um einen Überraschungsangriff auf die Engländer auf der Straße nach Gournay zu starten. Sie gelangten auf Umwegen unerkannt bis zu einem Ort, genannt Les Epinettes, in der Nähe von Laudencourt, einem Weiler in der Umgebung von Gerberoy, und griffen die englische Hauptstreitmacht an. Gleichzeitig überfiel der Rest der Garnison unter dem Kommando von Xaintrailles die kleinere Truppe von Graf Arundel. Diese, isoliert von den restlichen Truppen, suchte Schutz hinter einem nahe gelegenen Pfahlbau. Im Verlauf der Schlacht wurde Graf Arundel von einer französischen Feldschlange schwer am Bein verwundet.
Nachdem es La Hire und seinen Berittenen gelungen war, die Engländer auf der Straße von Gournay zu schlagen, machten sie sich schleunigst auf den Rückweg nach Gerberoy. Als diese Verstärkungen auftauchten, wurde den verbliebenen Engländern klar, dass ihre Lage ausweglos war. Sie wandten sich zur Flucht, und eine große Zahl Gewappneter wurde niedergemacht. Der Graf von Arundel fiel in Gefangenschaft und starb später an seinen Verletzungen. Die Verluste der Engländer waren sicherlich hoch und gingen in die Hunderte (auch wenn sich die Schriften hierzu unklar äußern), während die Franzosen nur etwa zwanzig Kämpfer verloren haben sollen.

## Folgen
Trotz des Sieges bauten die Franzosen ihre Position in Gerberoy nicht aus. Die Stadt wurde in der Folge von den Engländern erneut belagert und 1437 erobert. Den Franzosen gelang die endgültige Rückeroberung der Stadt erst 1449. Bis 1451 stand die gesamte Normandie wieder unter französischer Kontrolle, womit Gerberoy seine Rolle als strategischer Frontposten verlor.
Der Sieg vom 9. Mai 1435 gilt trotz seines klaren Ausgangs nicht als einer der entscheidenden Siege des Hundertjährigen Krieges. Aber er illustriert gut, wie sich die militärische Lage nach den Siegen der Jeanne d’Arc zunehmend günstig für die Franzosen entwickelte.